# Головний агроном
Головний агроном — фахівець сільського господарства з вищою освітою, що володіє всебічними знаннями переважно в галузі землеробства.

#### Основні обов’язки
- планування та організація всього технологічного процесу на виробництві (10 – 20.000 га землі)
- управління регіональною виробничою ділянкою з метою досягнення цілей, що відповідають вимогам до загальної кількості, якості і термінів здійснення діяльності
- координація діяльності: посів, насадження, обробіток, нанесення хімікатів на посіви, збирання урожаю, оцінка якості урожаю
- облік інформації та зведення оперативних даних (кількість оброблених гектарів, обсяг використаних хімічних речовин, насіння, добрив)
- проведення аналізу ґрунту та попередників для визначення типу і необхідної кількості добрив для максимізації урожайності
- проведення оцінки поля для визначення дати достигання культур, прийняття рішення щодо подальшої хімічної обробки або оцінювання потенційних втрат урожаю внаслідок несприятливих погодних умов/хвороб
- узгодження єдиної програми вирощування для культур виробничої ділянки
- планування та розробка: кропінг план, план культивації, дотримання норм і внесень, вказаних у технологічній карті, доведення вказівок до підзвітного персоналу щодо виду та якісно-кількісних показників виробничого процесу
- контроль та навчання виробничого персоналу по усіх технологічних процесах
- здійснення науково-агрономічної діяльності
- планування і замовлення ЗЗР та міндобрив